# دالي بليند

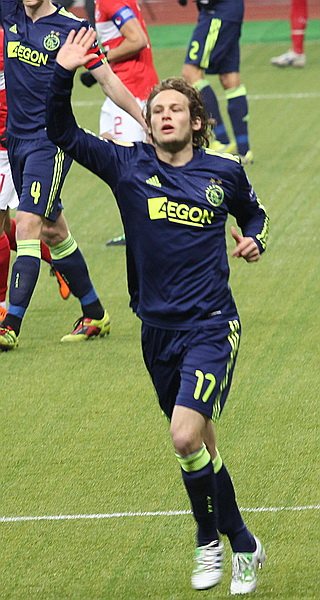
بليند

دالي بليند (بالهولندية: Daley Blind) (ولد في 9 مارس 1990 في أمستردام) هو لاعب كرة قدم هولندي يلعب حالياً في مركز الظهير الأيسر مع نادي جيرونا ويلعب أيضا في مركز الوسط المدافع، ، وقد لعب مع نادي مانشستر يونايتد بين سنوات 2014-2018.
لعب مع منتخبات هولندا للشباب وفي سنة 2013 بدأ باللعب مع منتخب هولندا لكرة القدم حتى إعلان اعتزاله عام 2024.

## الإنجازات

### النادي
أياكس
- كأس هولندا : 2018–19.

## روابط خارجية
- دالي بليند على موقع الاتحاد الدولي (مؤرشف)  (الإنجليزية)
- دالي بليند على موقع الاتحاد الأوربي (الإنجليزية)
- دالي بليند على موقع قاعدة بيانات كرة القدم.إي يو (الإنجليزية)
- دالي بليند على موقع ليكيب (الفرنسية)
- دالي بليند على موقع ناشيونال فوتبول تيمز (الإنجليزية)
- دالي بليند على موقع Soccerbase.com (لاعب) (الإنجليزية)
- دالي بليند على موقع Soccerway.com (الإنجليزية)
- دالي بليند على موقع عالم كرة القدم.نت (الإنجليزية)
- دالي بليند على موقع كووورة
- دالي بليند على موقع AS.com (الإسبانية)